# 레인 스테일리

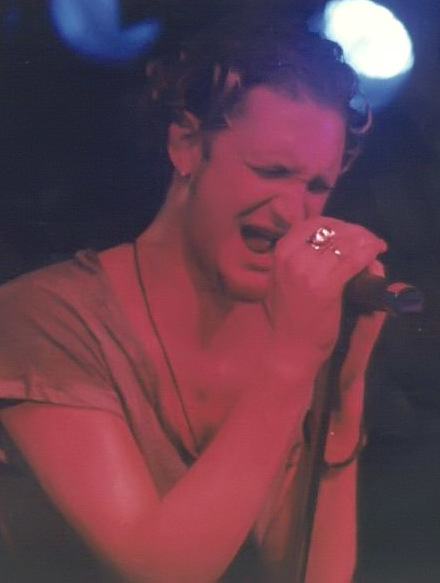
1992년 모습

레인 토머스 스테일리(Layne Thomas Staley, 본명: Layne Rutherford Staley, 1967년 8월 22일 ~ 2002년 4월 5일)는 미국의 음악가, 작사가, 록 밴드 앨리스 인 체인스의 오리지널 리드 가수이며 1990년대 초 시애틀의 그런지 운동 시기 국제적 명성을 얻게 되었다. 독특한 보컬 스타일과 테너 보이스, 그리고 기타리스트/보컬리스트인 제리 캔트렐과 화합을 맞춘 것으로 유명하다. 스테일리는 글램 메탈 밴드 Sleze와 앨리스 인 체인스, 그리고 슈퍼그룹 매드 시즌과 클래스 오브 '99의 구성원이기도 하다.